# Anne Cathrine Christiansdatter
Anne Cathrine Christiansdatter, född den 10 augusti 1618, död den 20 augusti 1633, var morganatisk dotter till kung Kristian IV av Danmark och Kirsten Munk.

## Biografi
Anne Cathrine Christiansdatter fostrades av mormodern Ellen Marsvin på Dalum kloster till 1627, då hon kom till Köpenhamn på grund av kriget. Hon trolovades med Frants Rantzau på Rantzausholm, som dock dog redan 1632 innan de hann gifta sig. Det sades att hon dog av sorg över hans död[källa behövs]. Fadern ska ha sagt att hon liknande honom mycket.